# 应变委员会
应变委员会，简称应变会。在第二次国共内战后期，一些城市即将被中国共产党接管的背景下，一些工厂、学校、银行等机关团体召开“应变会”，以应对将来的局势。一些机关团体中的中国共产党地下党党员也参加、成立应变会，以安抚人心、使机关财物不受损失，以利于中国共产党接收。